# 大和高田市
大和高田市（日语：／ Yamatotakada shi */?）是位於日本奈良縣西部的城市，也是葛城地區的主要城市，轄區位於奈良盆地西南部，大多為平原地形。現為奈良縣內人口密度最高的城市，近年人口開始減少，並開始往周邊町村外流，但日間人口依然維持不減。
由於「高田」在日本屬於常見地名，因此現在1948年升格為市時加上了舊國名而命名為「大和高田」，目前全日本還有包括陸前高田市、安藝高田市、豐後高田市多個同樣冠上舊國名並同樣名為高田的城市。

## 人口
| 大和高田市人口分布圖 |                                                   |  |
| 大和高田市與日本全國年齡別人口分布比較圖 （2005年資料） | 大和高田市的年齡、男女別人口分布圖 （2005年資料） |  |
| ■紫色是大和高田市 ■綠色是全国 | ■藍色是男性 ■紅色是女性                           |  |
| 大和高田市人口變化 \| 1970年 \| 53,475人 \| \| \| 1975年 \| 58,637人 \| \| \| 1980年 \| 61,711人 \| \| \| 1985年 \| 65,223人 \| \| \| 1990年 \| 68,237人 \| \| \| 1995年 \| 73,806人 \| \| \| 2000年 \| 73,668人 \| \| \| 2005年 \| 70,800人 \| \| \| 2010年 \| 68,451人 \| \| \| 2015年 \| 64,817人 \| \| \| 2020年 \| 61,744人 \| \| |                                                   |  |
| 資料來源：日本總務省統計中心提供之人口普查數據 |                                                   |  |
| 1970年 | 53,475人                                          |  |
| 1975年 | 58,637人                                          |  |
| 1980年 | 61,711人                                          |  |
| 1985年 | 65,223人                                          |  |
| 1990年 | 68,237人                                          |  |
| 1995年 | 73,806人                                          |  |
| 2000年 | 73,668人                                          |  |
| 2005年 | 70,800人                                          |  |
| 2010年 | 68,451人                                          |  |
| 2015年 | 64,817人                                          |  |
| 2020年 | 61,744人                                          |  |

## 歷史
現在的大和高田市轄區過去在令制國時代屬於大和國，大部分區域都屬於葛下郡，僅北部和南部部分區域分屬廣瀨郡和高市郡。
在約11世紀後，本地由高田氏所支配，並築有高田城；江戶時代此區域大部分區域屬於郡山藩和幕府直屬領，另外也有部分區域屬於高取藩和壬生藩；19世紀末明治維新後，這些區域曾先後分屬奈良縣、郡山縣、壬生縣、高取縣、堺縣、大阪府，一直到1887年重新恢復設立奈良縣後，才再次隸屬奈良縣。
1889年日本實施町村制，現在的大和高田市轄區在當時分屬：高田町、浮孔村、磐園村、陵西村、土庫村、松塚村、天滿村、瀨南村共八個行政區劃。
1920年代至1940年代期間，浮孔村、磐園村、土庫村、松塚村先後被併入高田町，高田町也在1948年升格為市，但由於當時在新潟縣以有名為「高田」的高田市（現以合併為上越市），因此便加上舊國名大和國的「大和」，命名為大和高田市。此後陵西村和天滿村也分別在1956年和1957年陸續併入大和高田市。而瀨南村在1955年合併為廣陵町後，原屬瀨南村的池尻地區和藤森地區也在1956年一同被改併入大和高田市。

### 變遷表
| 1897年4月1日 | 1897年 - 1912年 | 1912年 - 1944年          | 1945年 - 1954年                     | 1955年 - 1989年                     | 1989年 - 現在 | 現在       |
| ------------ | --------------- | ------------------------ | ----------------------------------- | ----------------------------------- | ------------- | ---------- |
| 高田町       | 高田町          | 高田町                   | 1948年1月1日 改制並改名為大和高田市 | 1948年1月1日 改制並改名為大和高田市 | 大和高田市    | 大和高田市 |
| 土庫村       | 土庫村          | 1927年8月22日 併入高田町 | 1948年1月1日 改制並改名為大和高田市 | 1948年1月1日 改制並改名為大和高田市 | 大和高田市    | 大和高田市 |
| 松塚村       |                 | 1927年8月22日 併入高田町 | 1948年1月1日 改制並改名為大和高田市 | 1948年1月1日 改制並改名為大和高田市 | 大和高田市    | 大和高田市 |
| 浮孔村       | 浮孔村          | 1941年1月1日 併入高田町  | 1948年1月1日 改制並改名為大和高田市 | 1948年1月1日 改制並改名為大和高田市 | 大和高田市    | 大和高田市 |
| 磐園村       |                 | 1941年1月1日 併入高田町  | 1948年1月1日 改制並改名為大和高田市 | 1948年1月1日 改制並改名為大和高田市 | 大和高田市    | 大和高田市 |
| 陵西村       | 陵西村          | 陵西村                   | 陵西村                              | 1956年9月30日 併入大和高田市        | 大和高田市    | 大和高田市 |
| 天滿村       | 天滿村          | 天滿村                   | 天滿村                              | 1957年3月1日 併入大和高田市         | 大和高田市    | 大和高田市 |

## 交通
轄內有大阪線、南大阪線、和歌山線、櫻井線多條鐵路路線通過，除往西可進入大阪市，往南可接和歌山市，往東可再轉乘到奈良縣內其他區域。
這些鐵路在市區周邊共設了三個以「高田」為名的車站，包括高田車站、大和高田車站、高田市車站，其中由於近畿日本鐵道大阪線和南大阪線可往西進入大阪市，客運需求量較大，因此近鐵的大和高田車站和高田市車站也成為市區內的主要車站。
公路方面，轄內雖然沒有快速道路，但往西約一公里即可至葛城交流道經南阪奈道路前往大阪府，往東也有橿原高田交流道和橿原北交流道可以經京奈和自動車道往北至奈良市、京都市，往南至和歌山市。

### 鐵路
- 西日本旅客鐵道
  - 和歌山線：（←香芝市）- 高田車站 - （葛城市→）
  - 櫻井線：（←橿原市）- 高田車站
- 近畿日本鐵道
  - 大阪線：（←香芝市）- 築山車站  - 大和高田車站 - 松塚車站 - （橿原市→）
  - 南大阪線：（←葛城市）- 高田市車站 - 浮孔車站 - （橿原市→）

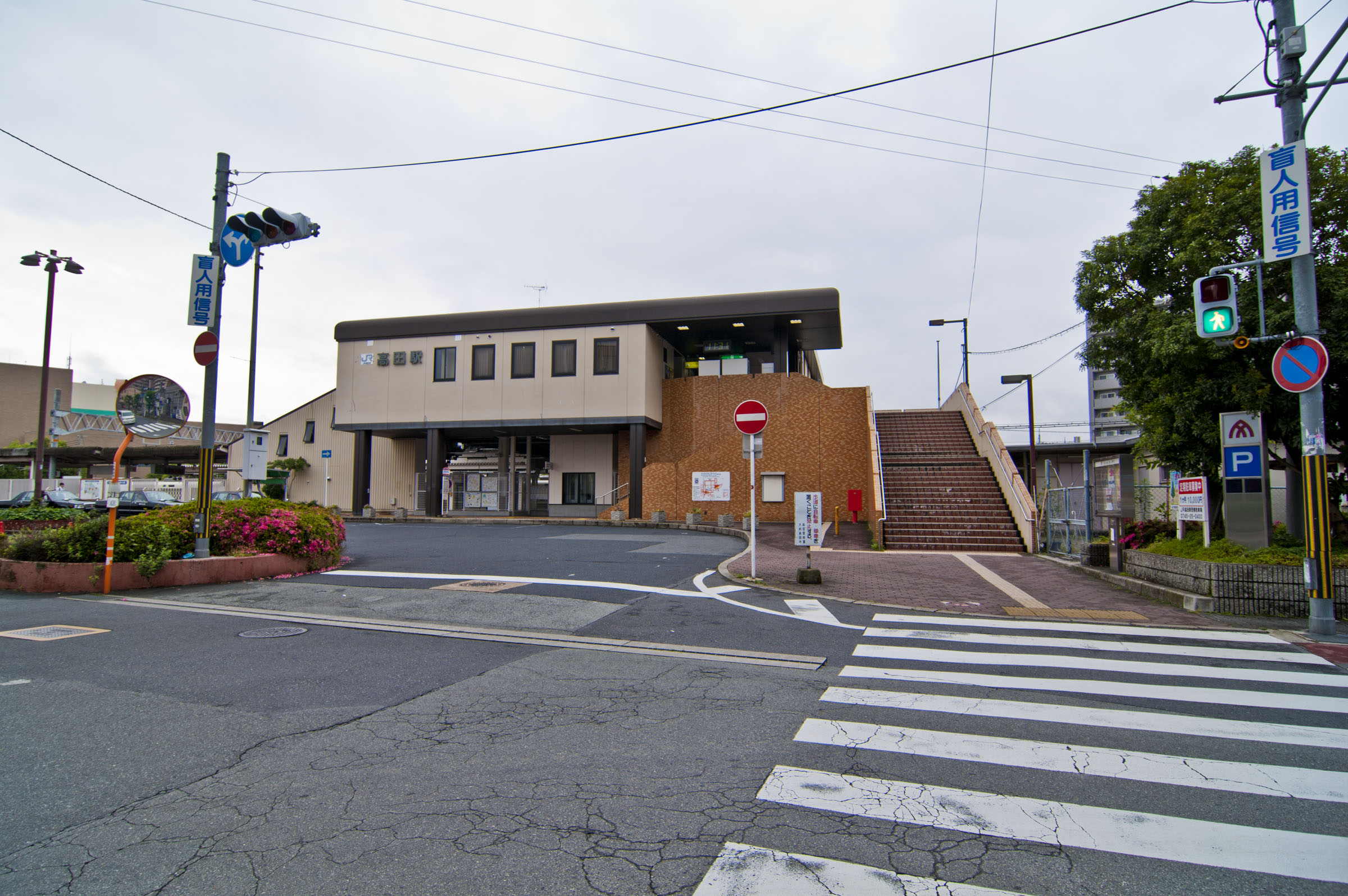
高田車站
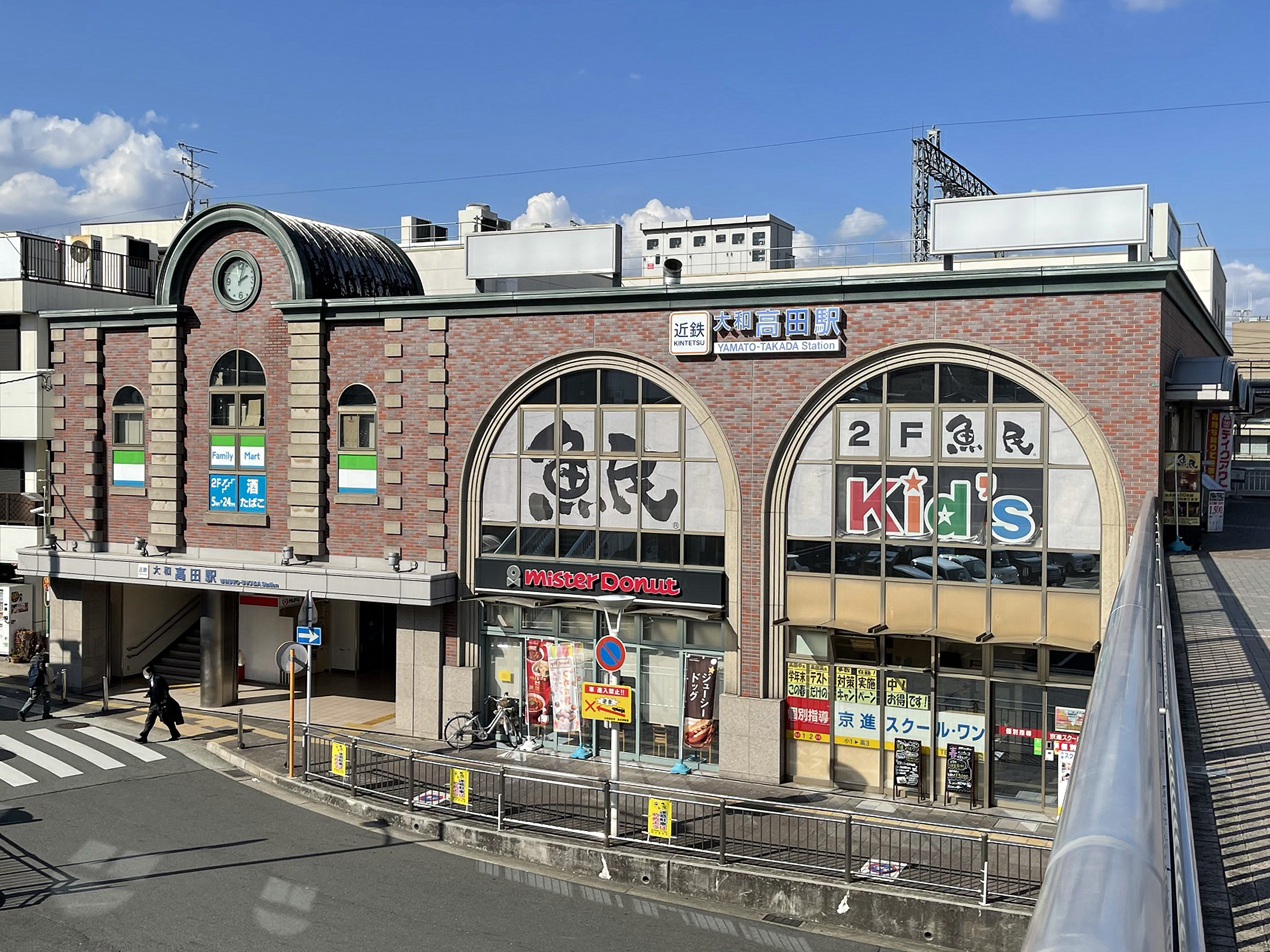
大和高田車站
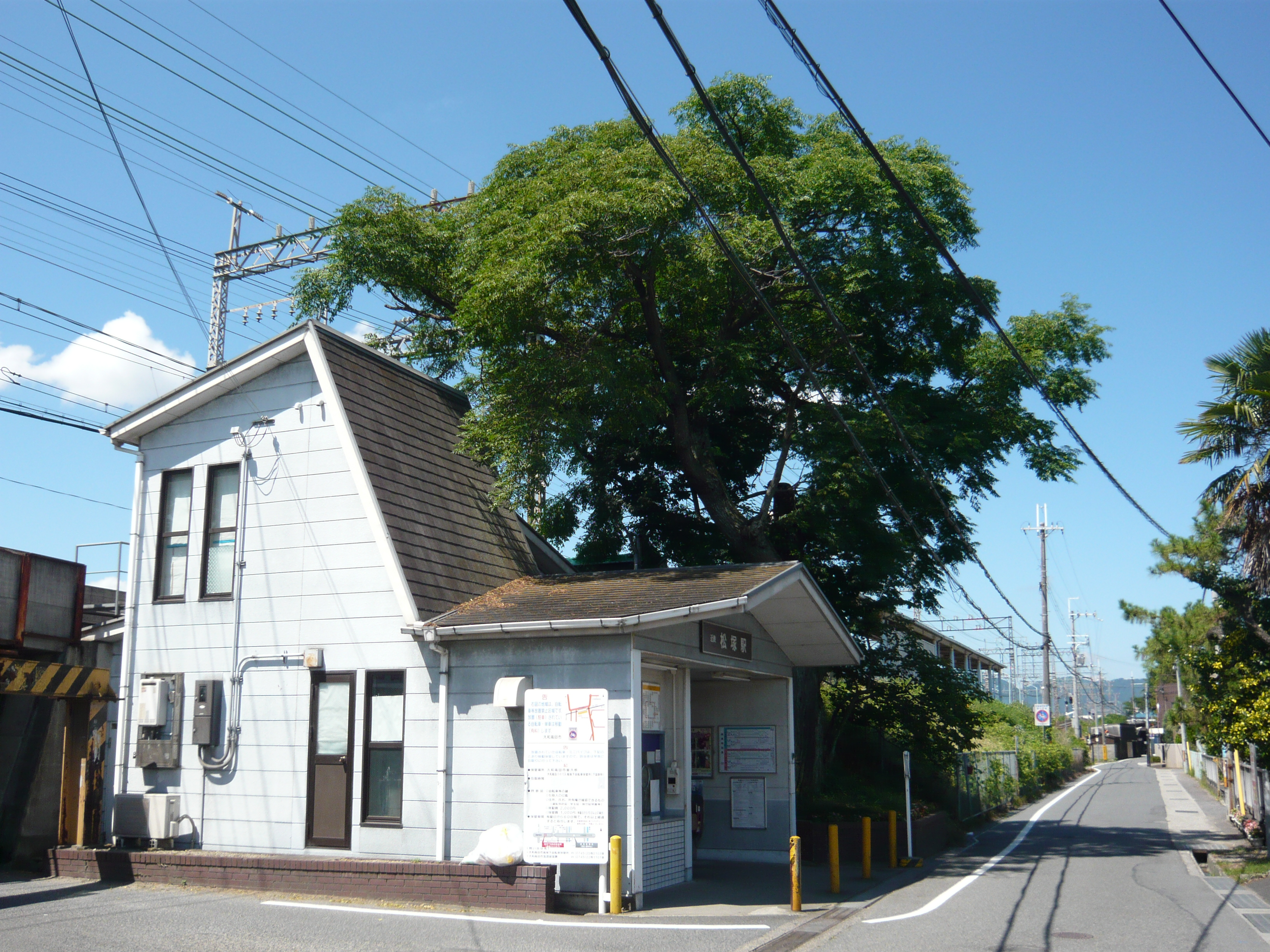
松塚車站
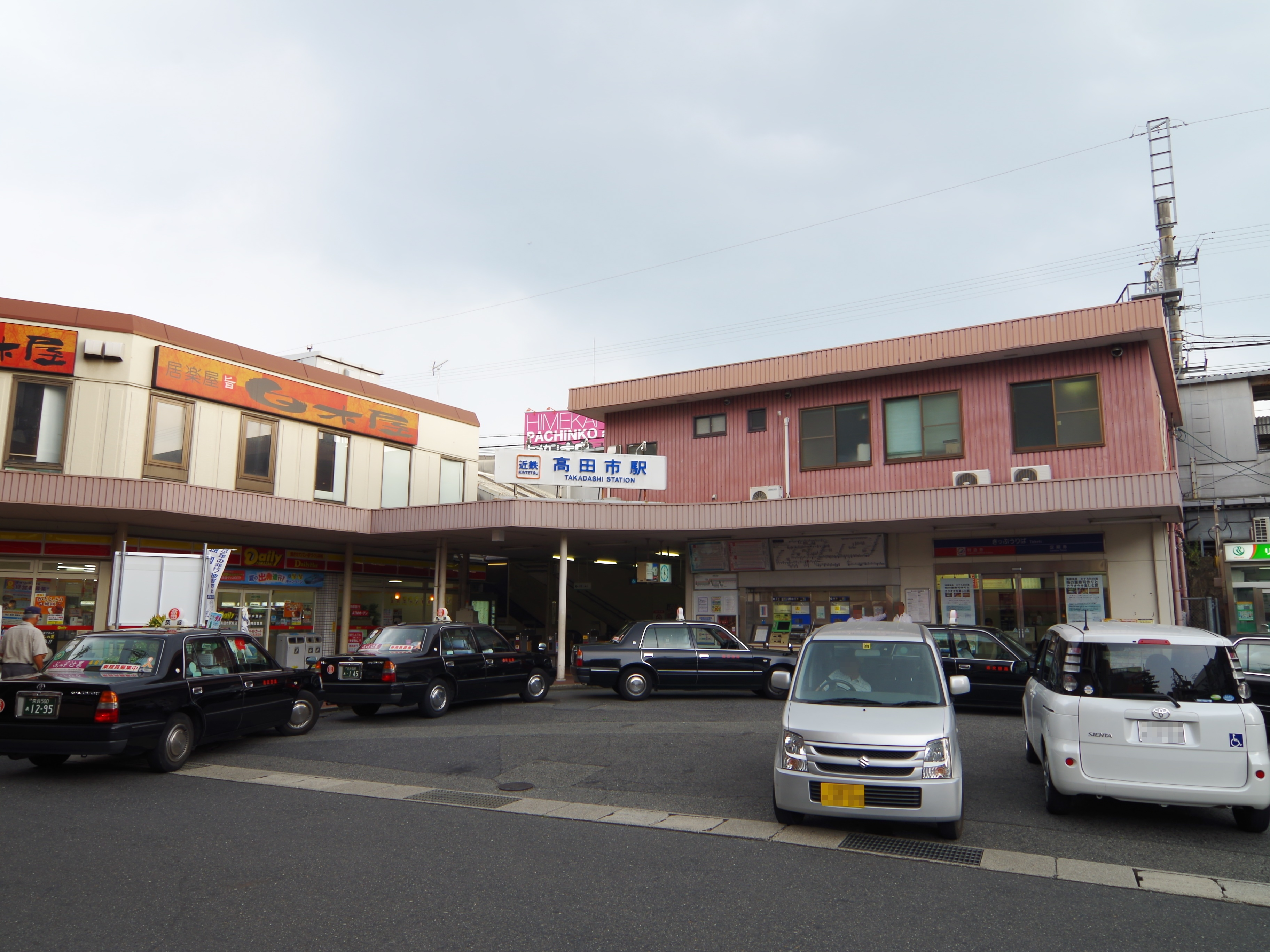
高田市車站
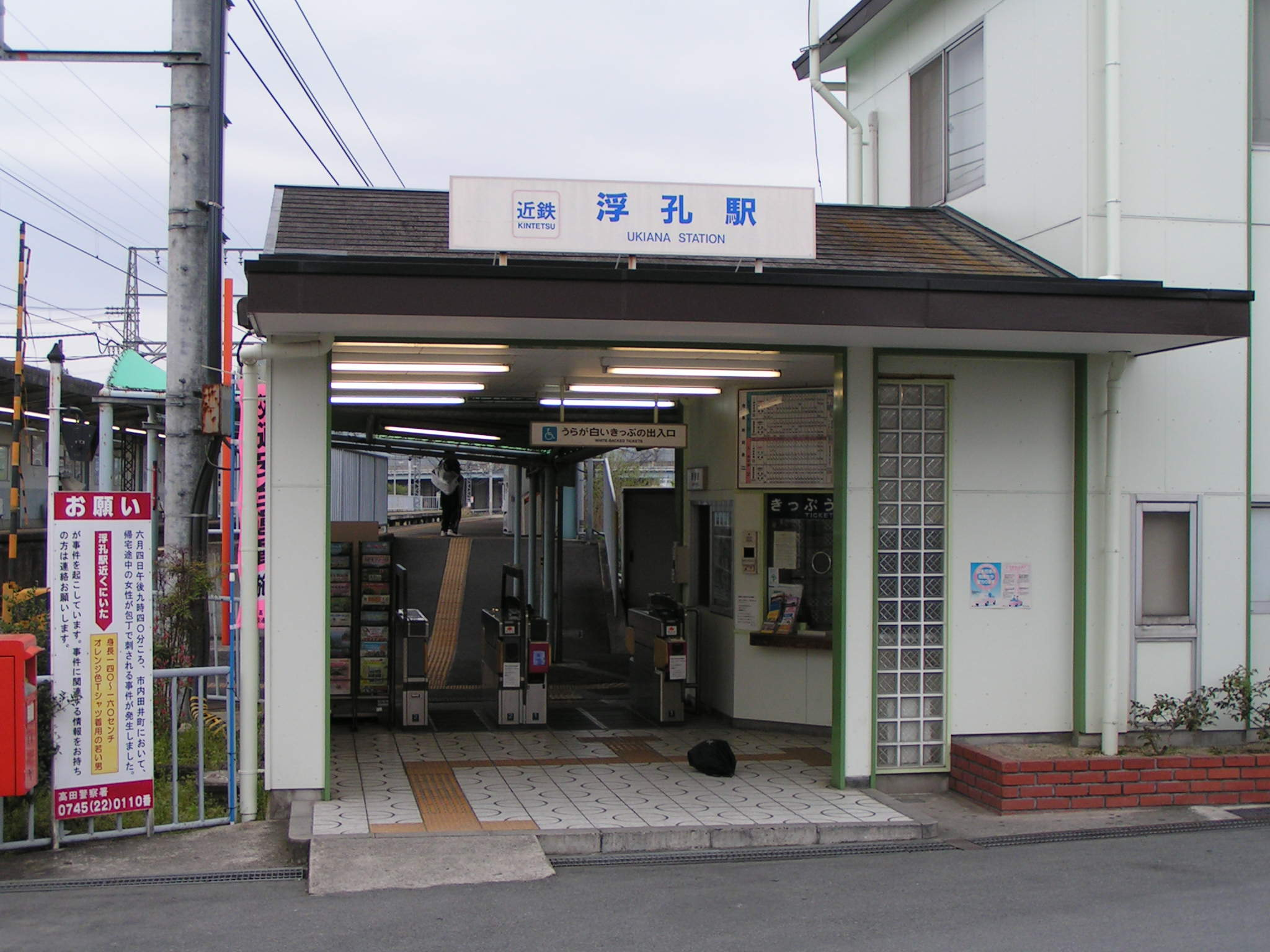
浮孔車站

## 姊妹、友好城市

### 海外
- 立斯摩爾（澳洲新南威爾士州）

## 外部連結
- （日語） 大和高田市觀光情報 （页面存档备份，存于）